# Adolfo Paco
Juan Adolfo Paco Flores (La Paz, Bolivia, 27 de marzo de 1941) es un político y presentador de la televisión boliviana. 

## Biografía
Hizo sus estudios primarios y secundarios en le colegio Alberto Pabon de su ciudad natal. Empezó trabajando en el programa de la Tribuna libre del pueblo junto a Carlos Palenque y su esposa Mónica Medina en la cadena televisiva RTP Bolivia en la que abrió su propio programa llamado Sábados populares que dirigió junto a la actriz, modelo y también presentadora de la televisión Giovana Chávez. También trabajó con Pato Patiño y después con su hijo Cori, además fue candidato a diputado del partido CONDEPA. Tras la muerte de Carlos Palenque y la caída del partido, se separó de este medio de comunicación y se trasladó a la cadena televisiva Red ATB en 1997 hasta el 2002. Desde 2007 está de regreso en RTP Bolivia.